# Urban-Cycling-Weltmeisterschaften/Park der Männer
Der Park-Wettbewerb der Männer wird seit 2017 bei den Urban-Cycling-Weltmeisterschaften ausgetragen. Die Teilnehmerzahl lag meist zwischen 40 und 60, mit relativ breiter Beteiligung aus fast 40 Nationen, hauptsächlich aus Europa, Asien und Amerika.

## Palmarès
| Jahr | Austragungsort                      | Gold                                | Silber                              | Bronze                              |
| ---- | ----------------------------------- | ----------------------------------- | ----------------------------------- | ----------------------------------- |
| 2017 | Chengdu                             | Logan Martin                        | Alex Coleborn                       | Colton Walker                       |
| 2018 | Chengdu                             | Justin Dowell                       | Kenneth Tencio                      | Brandon Loupos                      |
| 2019 | Chengdu                             | Brandon Loupos                      | Logan Martin                        | Nick Bruce                          |
| 2020 | nicht ausgetragen (Corona-Pandemie) | nicht ausgetragen (Corona-Pandemie) | nicht ausgetragen (Corona-Pandemie) | nicht ausgetragen (Corona-Pandemie) |
| 2021 | Montpellier                         | Logan Martin                        | Daniel Sandoval                     | Marin Ranteš                        |
| 2022 | Abu Dhabi                           | Rimu Nakamura                       | Justin Dowell                       | Anthony Jeanjean                    |
| 2023 | Glasgow                             | Kieran Reilly                       | Logan Martin                        | Nick Bruce                          |
| 2024 | Abu Dhabi                           | Logan Martin                        | José Torres                         | Justin Dowell                       |

## Medaillenspiegel
| Platz  | Land               | Gold | Silber | Bronze | Gesamt |
| ------ | ------------------ | ---- | ------ | ------ | ------ |
| 1      | Australien         | 4    | 2      | 1      | 7      |
| 2      | Vereinigte Staaten | 1    | 2      | 4      | 7      |
| 3      | Großbritannien     | 1    | 1      | 0      | 2      |
| 4      | Japan              | 1    | 0      | 0      | 1      |
| 5      | Argentinien        | 0    | 1      | 0      | 1      |
| 5      | Costa Rica         | 0    | 1      | 0      | 1      |
| 7      | Frankreich         | 0    | 0      | 1      | 1      |
| 7      | Kroatien           | 0    | 0      | 1      | 1      |
| Gesamt | Gesamt             | 7    | 7      | 7      | 21     |